# Damodar Pande
Damodar Pande (ur. w 1752 w Gorkha, zm. 1804) – nepalski polityk. Mulkazi Nepalu (odpowiednik Premiera) od 1799 do śmierci w marcu 1804.